# Bulbophyllum allenkerrii
Bulbophyllum allenkerrii là một loài phong lan thuộc chi Bulbophyllum.